# Chi phí tài sản cố định
Chi phí vốn, chi tiêu vốn hay chi phí tài sản cố định (tiếng Anh: Capital Expenditures và thường được viết tắt là Capex) là số tiền mà công ty dành để mua, duy trì, hoặc cải thiện tài sản cố định, như nhà cửa, xe cộ, thiết bị hoặc đất.  Nó được coi là chi phí đầu tư khi tài sản được mua mới hoặc khi tiền được sử dụng để kéo dài tuổi thọ hữu ích của một tài sản hiện có, chẳng hạn như sửa mái nhà.

## Sử dụng
Chi phí vốn là khoản tiền được sử dụng để mua hoặc nâng cấp tài sản cố định của công ty, chẳng hạn như chi tiêu đối với bất động sản, nhà máy hoặc thiết bị (PP&E). Trong trường hợp chi phí vốn là một quyết định tài chính lớn cho công ty, chi tiêu phải được chính thức hoá trong cuộc họp cổ đông thường niên hoặc cuộc họp đặc biệt của Hội đồng quản trị. Trong kế toán, chi phí vốn được thêm vào trương mục tài sản, do đó làm tăng cơ sở tài sản (chi phí hoặc giá trị của một tài sản điều chỉnh cho mục đích thuế). capex thường được tìm thấy trong báo cáo dòng tiền trong phần "Đầu tư vào bất động sản, nhà máy hoặc thiết bị" hoặc tương tự trong phần Đầu tư.

## Quy tắc kế toán
Đối với mục đích thuế, capex là chi phí không thể khấu trừ trong năm mà nó được thanh toán hoặc phát sinh và phải được vốn hóa. Nguyên tắc chung là nếu thời gian sử dụng hữu ích của tài sản vượt quá năm tính thuế thì chi phí phải được vốn hóa. Chi phí vốn sau đó được khấu hao giá trị hữu hình hoặc khấu hao giá trị vô hình trong suốt thời gian của tài sản được tính. Hơn nữa, capex tạo ra hoặc bổ sung cơ sở cho tài sản hoặc tài sản đã được điều chỉnh sẽ xác định nghĩa vụ thuế trong trường hợp bán hoặc chuyển nhượng. Tại Hoa Kỳ, Luật Doanh thu Nội địa §§263 và 263A giải quyết nhiều yêu cầu về vốn và ngoại lệ.
Bao gồm trong chi tiêu vốn là các khoản chi cho:
1. mua sắm cố định, và trong một số trường hợp, tài sản vô hình
2. sửa chữa một tài sản hiện có để cải thiện cuộc sống hữu ích
3. nâng cấp một tài sản hiện có nếu nó mang lại kết quả cao hơn
4. chuẩn bị một tài sản để sử dụng trong kinh doanh
5. phục hồi tài sản hoặc thích nghi nó với một sử dụng mới hoặc khác
6. bắt đầu hoặc mua lại một doanh nghiệp mới

Một câu hỏi đang diễn ra đối với kế toán của bất kỳ công ty nào là liệu một số chi phí nhất định phát sinh phải được vốn hóa hay chi phí. Chi phí được tính chi phí trong một tháng cụ thể chỉ đơn giản xuất hiện trên báo cáo tài chính là chi phí phát sinh trong tháng đó. Tuy nhiên, các chi phí vốn hóa được khấu hao hoặc khấu hao trong nhiều năm. Chi phí vốn hóa được thể hiện trên bảng cân đối kế toán. Hầu hết các chi phí kinh doanh thông thường đều có giá cả hoặc có tính vốn hóa, nhưng một số chi phí có thể được xử lý theo cách nào đó theo sở thích của công ty. Lãi vay vốn hóa nếu có thể cũng được trải ra trong suốt thời gian của tài sản.
Đối ứng của chi phí đầu tư là chi phí hoạt động hay chi phí nghiệp vụ (Operating Expenses hay Opex).